# Baby Got Back
Baby Got Back è un singolo del rapper statunitense Sir Mix-a-Lot, pubblicato nel 1992 ed estratto dall'album Mack Daddy.
Nel brano è presente un sample tratto da Technicolor dei Channel One e una frase, Me so horny, tratta dal film del 1987 Full Metal Jacket.

## Tracce
- CD

1. Baby Got Back (album version) – 4:25
2. Cake Boy – 4:12
3. You Can't Slip – 5:05
4. Baby Got Back (Tekno-Metal Edit) – 4:20
5. Baby Got Back (Hard B.W.B. Hip Hop Mix) – 4:35
6. Baby Got Back (Hurricane Mix) – 5:04

## Cover
- Il cantante statunitense Jonathan Coulton ha registrato una cover della canzone per il suo album Thing a Week del 2005.
- Il cast di Glee ha registrato, assieme a Jonathan Coulton, una propria versione di Baby Got Back nel 2013.
- La rapper trinidadiana Nicki Minaj ha campionato alcune parti della canzone per il suo singolo di successo Anaconda del 2014.

## Successo commerciale
Si tratta dell'unico singolo di successo dell'interprete sia in patria che in altri paesi oltre oceano: infatti è rimasto al numero 1 della Billboard Hot 100 per cinque settimane consecutive, fruttando al rapper un Grammy Award alla miglior interpretazione rap solista nel 1993.

## Classifiche
| Classifica (1992) | Posizione massima |
| ----------------- | ----------------- |
| Australia         | 8                 |
| Germania          | 25                |
| Paesi Bassi       | 31                |
| Regno Unito       | 56                |
| Stati Uniti       | 1                 |
| Svizzera          | 39                |